# Robert Nedoma
Robert Nedoma (* 1961 in Ternitz, Niederösterreich) ist ein österreichischer skandinavistischer und germanistischer Mediävist, Linguist, Namenforscher und Runologe.

## Leben
Nedoma studierte an der Universität Wien und promovierte dort 1987 mit einer Dissertation über die Wielandsage. Ab 1987 war er als Assistent am Institut für Germanistik beschäftigt, zuerst mit Projekten zur altgermanischen Namenkunde, dann an der skandinavistischen Abteilung. 1991 wurde ihm der Anerkennungspreis des Landes Niederösterreich für Wissenschaft zuerkannt. 2004 habilitierte er sich mit einer Arbeit über Personennamen in südgermanischen Runeninschriften für ältere skandinavische und ältere deutsche Philologie. Ab 2010 war er außerordentlicher Universitätsprofessor und ist seit 2019 Universitätsprofessor an der Abteilung Skandinavistik der Universität Wien. 2014 wurde Nedoma zum Mitglied der Königlichen Gustav-Adolfs-Akademie für schwedische Volkskultur, 2018 zum Mitglied der norwegischen Akademie der Wissenschaften Agder und 2020 zum Mitglied der Norwegischen Akademie der Wissenschaften gewählt. 2022 wurde er korrespondierendes Mitglied der philosophisch-historischen Klasse der Österreichischen Akademie der Wissenschaften.
Wissenschaftliche Arbeits- und Forschungsschwerpunkte Nedomas sind altnordische Sprache und altnordische Literatur, Runologie, altgermanische Namenforschung bzw. germanische Altertumskunde (interdisziplinäre Erforschung des germanischen Altertums). Neben zahlreichen Beiträgen in Periodika und Sammelbänden hat er als mitherausgebender Fachberater eine Reihe von Artikeln in der zweiten Auflage des Reallexikons der germanischen Altertumskunde verfasst. Er ist Herausgeber der Zeitschrift Die Sprache, der skandinavistischen Schriftenreihen Wiener Studien zur Skandinavistik und Wiener Texte zur Skandinavistik sowie der Online-Serie Miscellanea septentrionalia, ferner Mitherausgeber der Zeitschrift North-Western European Language Evolution und der altgermanistischen Schriftreihe Philologica Germanica.

## Veröffentlichungen (Auswahl)
- Die bildlichen und schriftlichen Denkmäler der Wielandsage. Kümmerle Verlag, Göppingen 1988 (= Göppinger Arbeiten zur Germanistik. Band 490), ISBN 3-87452-726-3.
- Lexikon der altgermanischen Namen. 2. Teil: Register (mit Hermann Reichert). Verlag der Österreichischen Akademie der Wissenschaften, Wien 1990. (=  Thesaurus Palaeogermanicus 1.2), ISBN 3-7001-1718-3.
- Gautreks saga konungs / Die Saga von König Gautrek. Aus dem Altisländischen übersetzt. Kümmerle Verlag, Göppingen 1991 (= Göppinger Arbeiten zur Germanistik. Band 529), ISBN 3-87452-769-7.
- Die Inschrift auf dem Helm B von Negau. Fassbaender, Wien 1995 (= Philologica Germanica 17), ISBN 3-900538-51-4.
- Personennamen in südgermanischen Runeninschriften. Verlag Winter, Heidelberg 2004, ISBN 3-8253-1646-7.
- Kleine Grammatik des Altisländischen. 3. Auflage, Winter Verlag, Heidelberg 2010, ISBN 978-3-8253-5786-3.
- Altisländisches Lesebuch. Ausgewählte Texte und Minimalwörterbuch des Altisländischen. Winter Verlag, Heidelberg 2011, ISBN 978-3-8253-5951-5.
- Die südgermanischen Runeninschriften (mit Klaus Düwel, Sigmund Oehrl). Verlag de Gruyter: Berlin, Boston, 2020. (= Reallexikon der Germanischen Altertumskunde. Ergänzungsband 119), ISBN 978-3-11-053099-5.
- Runenkunde (mit Klaus Düwel). Springer-Verlag: Berlin 2023, ISBN 978-3-476-04629-1.